# Vernonia (Oregon)
Pour les articles homonymes, voir Vernonia.
Vernonia est une municipalité américaine située dans le comté de Columbia en Oregon.
Lors du recensement de 2010, sa population est de 2 151 habitants. Située sur la Nehalem River (en), la municipalité s'étend sur 1,66 milles carrés (4,3 km2), dont 0,05 milles carrés (0,13 km2) d'étendues d'eau.
Vernonia est une municipalité depuis le 18 février 1891.